# 아필란테스
아필란테스(aphyllanthes, 학명: Aphyllanthes monspeliensis 아필란테스 몬스펠리엔시스[*])는 비짜루과의 단형 아과인 아필란테스아과(aphyllanthes亞科, 학명: Aphyllanthoideae 아필란토이데아이[*])의 단형 속인 아필란테스속(aphyllanthes屬, 학명: Aphyllanthes 아필란테스[*])에 속하는 유일한 종이다.
이전에는 비짜루목에 속하는 별도의 과 아필란테스과로 분류했으나 APG III 분류 체계는 아과로 분류하고 있다. 지중해 분지 서부 지역에서 자생한다. APG II 분류 체계(2003년)는 아필란테스과를 인정하지는 않지만, 비짜루과로부터 조건적인 분리는 허용한다. APG III 분류 체계(2009년)는 이 분리를 허용하지 않는다.